# 林焘
林焘（1921年—2006年10月28日），字左田，生于北京，福州长乐人，语言学家。

## 生平
林焘1944年毕业于成都燕京大学国文系，同年入燕京大学研究生院学习，师从李方桂、陆志韦；1946年起先后在燕京大学和北京大学任助教、讲师、副教授、教授。曾任北京大学对外汉语教学中心首任主任、《世界汉语教学》代理主编、北京语言大学和华侨大学兼职教授，生前任《语言学论丛》主编、中国语言学会语音学分会（筹）主任委员。

## 学术生涯
林焘长期从事现代汉语语音的教学和研究工作。
- 20世纪50年代，他在北京大学集体编写的《现代汉语》教材中负责撰写语音部分，对之后的各种现代汉语教材产生了深远影响。
- 他注重语音与句法、语义之间的密切关系，撰写于20世纪50、60年代的有关普通话轻音与句法、语义关系的论文到21世纪初仍有重要的参考价值。
- 20世纪80年代初，他带领部分师生进行过较大规模的北京话调查，所获得的大量口语资料已经成为十分珍贵的北京话的历史材料；他提出的“北京官话区”的概念和北京官话区的划分范围、撰写的一系列关于北京话历史来源和北京话社会变体的论文都产生了重大影响。
- 他在20世纪70年代末恢复建立了北京大学中文系语音研究室，并建立了一支实验语音学学术队伍；他本人撰写的轻音的声学性质和声调感知方面的论文也成为该领域的重要文献。
- 他与王理嘉教授合作编写的《语音学教程》成为相关专业的重要教材。
- 他还是新时期中国对外汉语教学事业的奠基人和开拓者之一。